# Llac de Schwerin
El Llac de Schwerin (alemany Schweriner See, baix alemany Sweriner See) és un gran llac natural al nord de la ciutat de Schwerin.
El principal afluent és l'Aubach. Desguassa al nord via el Canal de Wallenstein i al sud via el Canal de l'Stör, amb un cabal de 2,2 m³/s, a cavall de la divisòria d'aigües del Mar del Nord i del Mar Bàltic. És el quart llac més gran d'Alemanya. El llac és una part de la via navegable del Müritz-Elde i de l'Stör de classe I (250 a 400 tones), però des de la reunificació d'Alemanya va perdre el seu paper per al transport de mercaderies, que passa principalment a la xarxa de carreteres modernitzades i d'autopistes noves.
El llac va crear-se a la darrera glaciació (el Weichselià). A l'edat mitjana era una baula important en la ruta pel comerç de la sal entre Lüneburg, via l'Elde, el llac i el canal de Wallenstein amb el port de Wismar al Mar Bàltic. Al segle xix va construir-se el Paulsdamm, un dic per a la carretera B104 (Lübeck-Ramin), que va tallar el llac en dues parts quasi iguals: el llac dit interior al sud, prop de Schwerin, i el llac exterior al nord, connectats per un petit canal.
Ans al contrari de l'edat mitjana, avui no té gaire importància per a la navegació comercial, però és molt estimat pels navegants esportius i per les excursions turístiques en barca. Ric en peix (les principals espècies eren els corègons blancs i els pèrcids). Com molts recursos naturals arreu d'Europa tota la zona va sofrir considerablement al segle xx els impactes negatius de la sobreexplotació i pol·lució: eutrofització per l'aportació d'excés d'adob dels camps de conreu de la seva conca, evacuació sense tractament de les aigües negres… Per sort, la piscicultura intensiva de truita als seus marges iniciada el 1966, una altra font d'eutrofització, va ser abandonada als anys 1990.
La República Democràtica Alemanya (1949-1990) exsangüe no tenia els pressuposts necessaris per a despol·luir. La qualitat de l'aigua va començar a millorar després de la reunificació alemanya. Ja el 1991 va estrenar-se una estació de tractament d'aigües residuals per a l'aglomeració de Schwerin. A poc a poc, les aigües del llac van recobrar la seva salut original. Fins al 2000 quasi totes les pobles de la seva conca van ser connectats a una xarxa de desguàs moderna, que separa l'aigua de pluja de les aigües negres. Econòmicament, continua tenint un cert paper per a la pesca comercial, però el primer recurs és el turisme verd, la protecció de la natura i l'ús esportiu.

## Reserva natural avícola
Al marc del programa europeu Natura 2000, el 2005 una zona de 18.570 hectàrees va ser declarada espai de protecció d'ocells. La rica avifauna comprèn entre d'altres:
ocells aquàtics
- l'oca pradenca, l'oca riallera grossa, el cigne cantaire, el cigne de Bewick, el cabussó emplomallat, el corb marí gros, el morell de plomall, el xibec, i la fotja;

ocells de terra
- l'àguila marina, guatlla maresa, el bitó comú, el milà negre, el blauet, el capsot d'esquena roja, la cigonya blanca, l'aligot vesper, el milà reial, l'arpellot de marjal, la grua, el picot negre, el picot garser mitjà, el tallarol esparverenc i el papamosques menut.

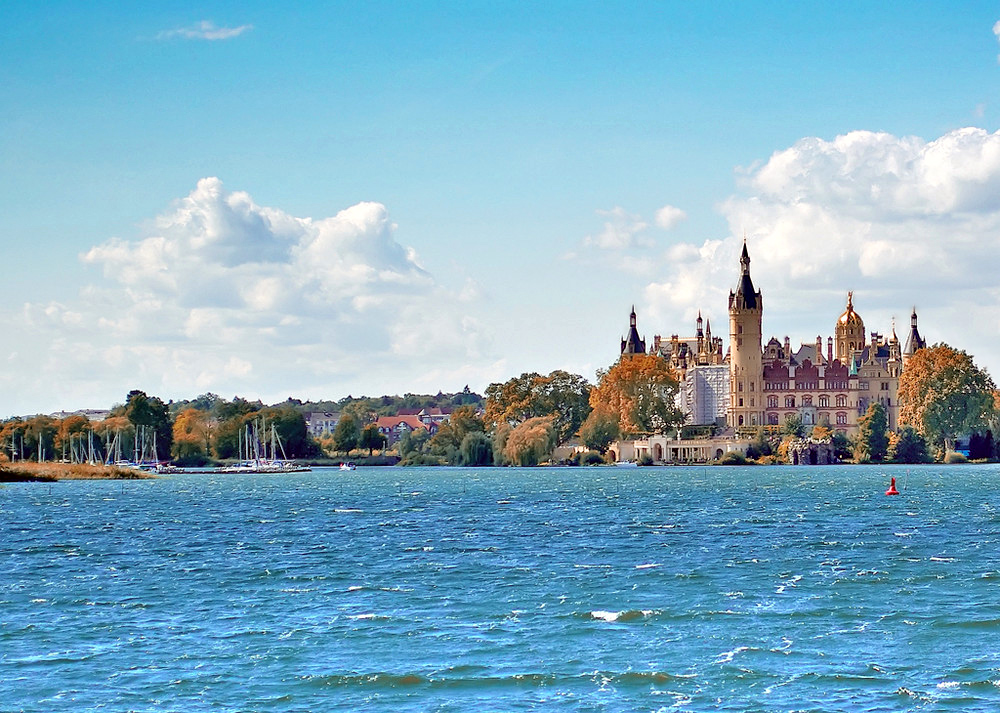
Schlossinsel (illa del castell) a Schwerin
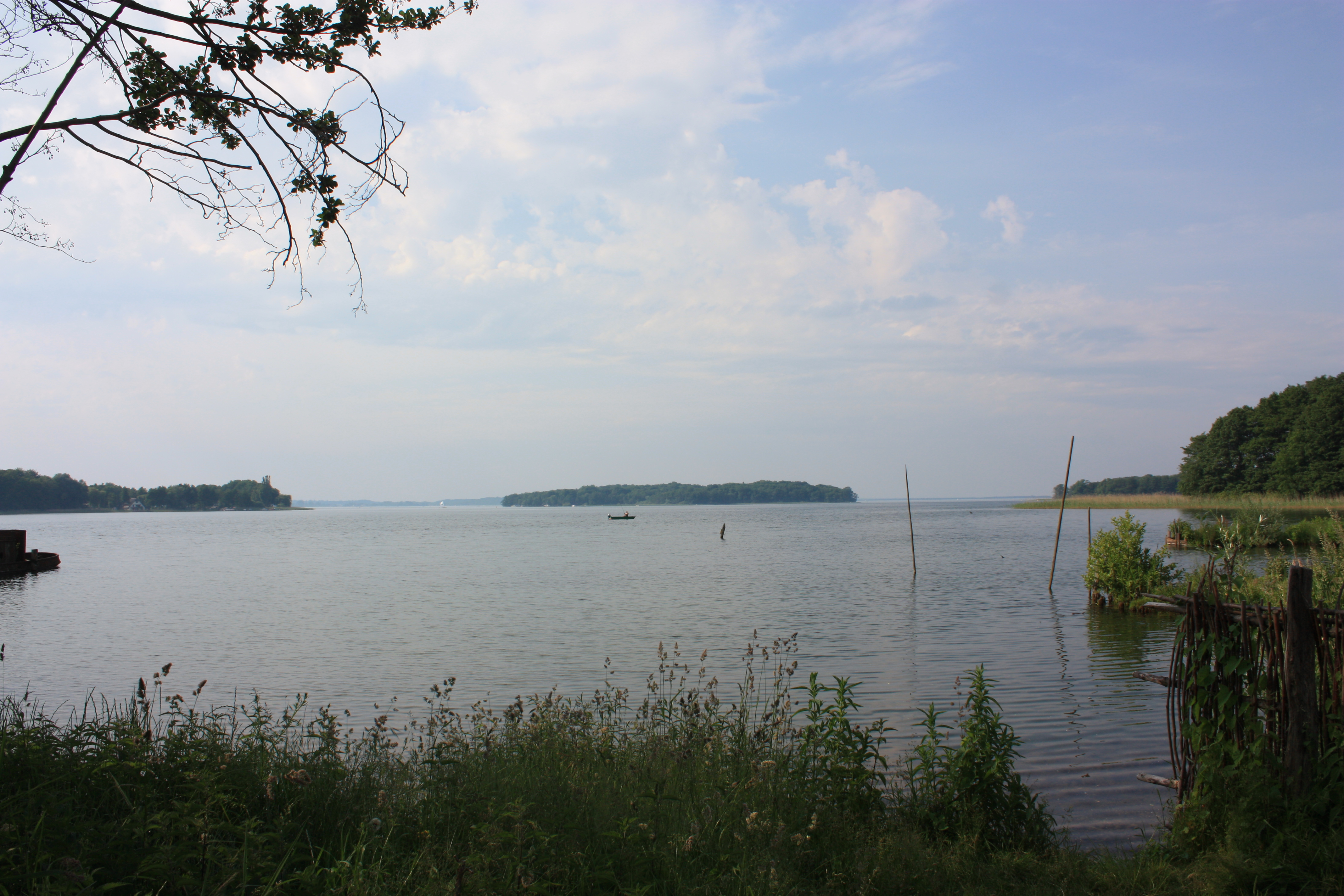
El llac des del museu a cel obert de Muess
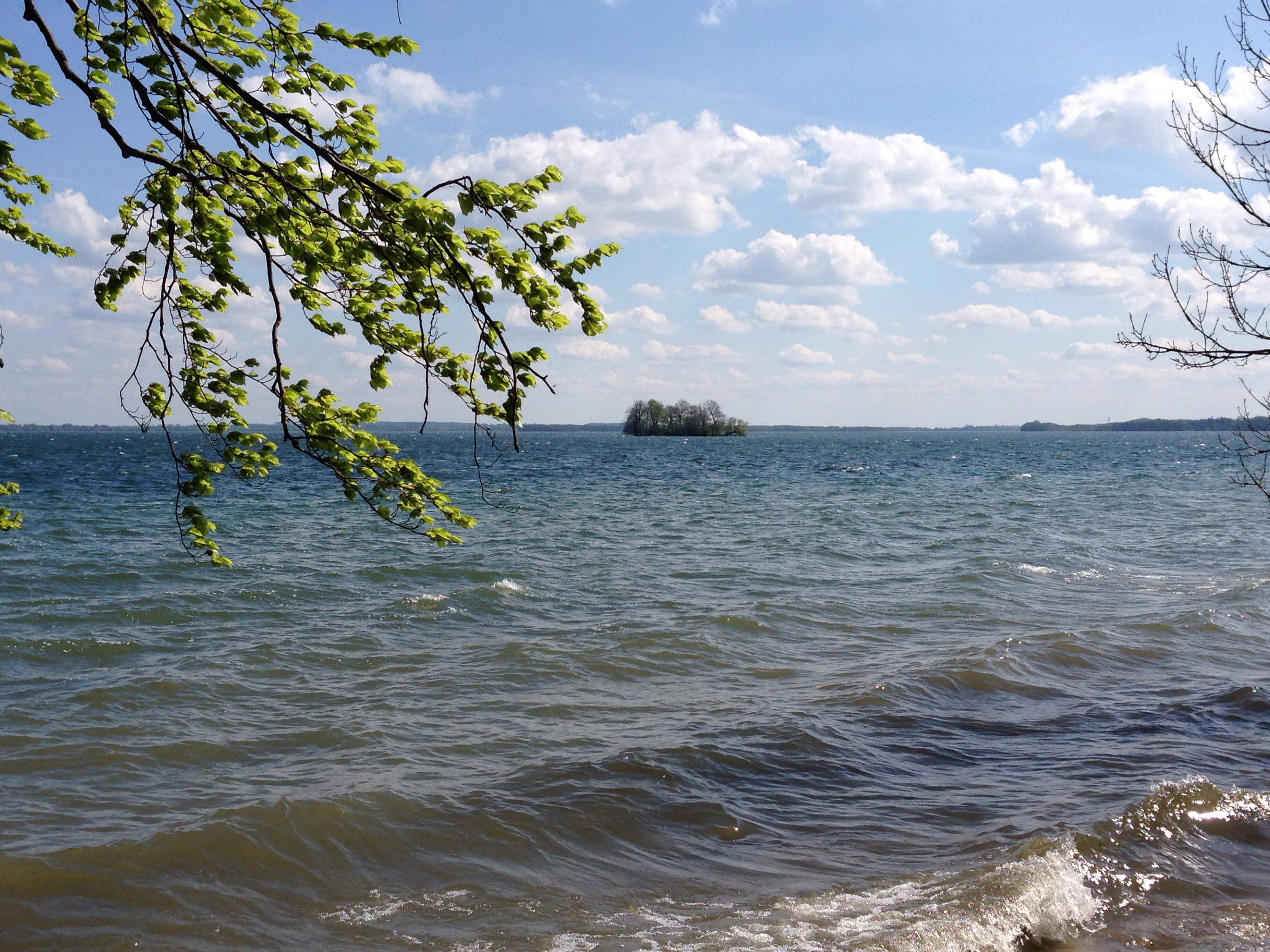
Illa de Rethberg des de Willigrad